# نیک پیروموف
نیک پیروموف (ارمنی: Նիկ Պերումով؛ روسی: Ник Перумов؛ زادهٔ ۲۱ نوامبر ۱۹۶۳) نویسنده فانتزی و علمی تخیلی و میکروب‌شناس ارمنی‌تبار اهل روسیه است.

## زندگی‌نامه
وی در ۲۱ نوامبر ۱۹۶۳ در سن پترزبورگ به دنیا آمد. پدر وی دانیل آلکساندروویچ پیروموف (انگلیسی: Daniil Alexandrovich Perumov متوفی ۲۰۱۲) وی یک زیست‌شناس بود. وی از دانشگاه پلی‌تکنیک پتر کبیر سن پترزبورگ فارغ‌التحصیل گشت.  وی در سال ۱۹۹۸ در بحران مالی ۱۹۹۸ روسیه به ایالات متحده آمریکا نقل مکان نمود.